# صحن فرودگاه

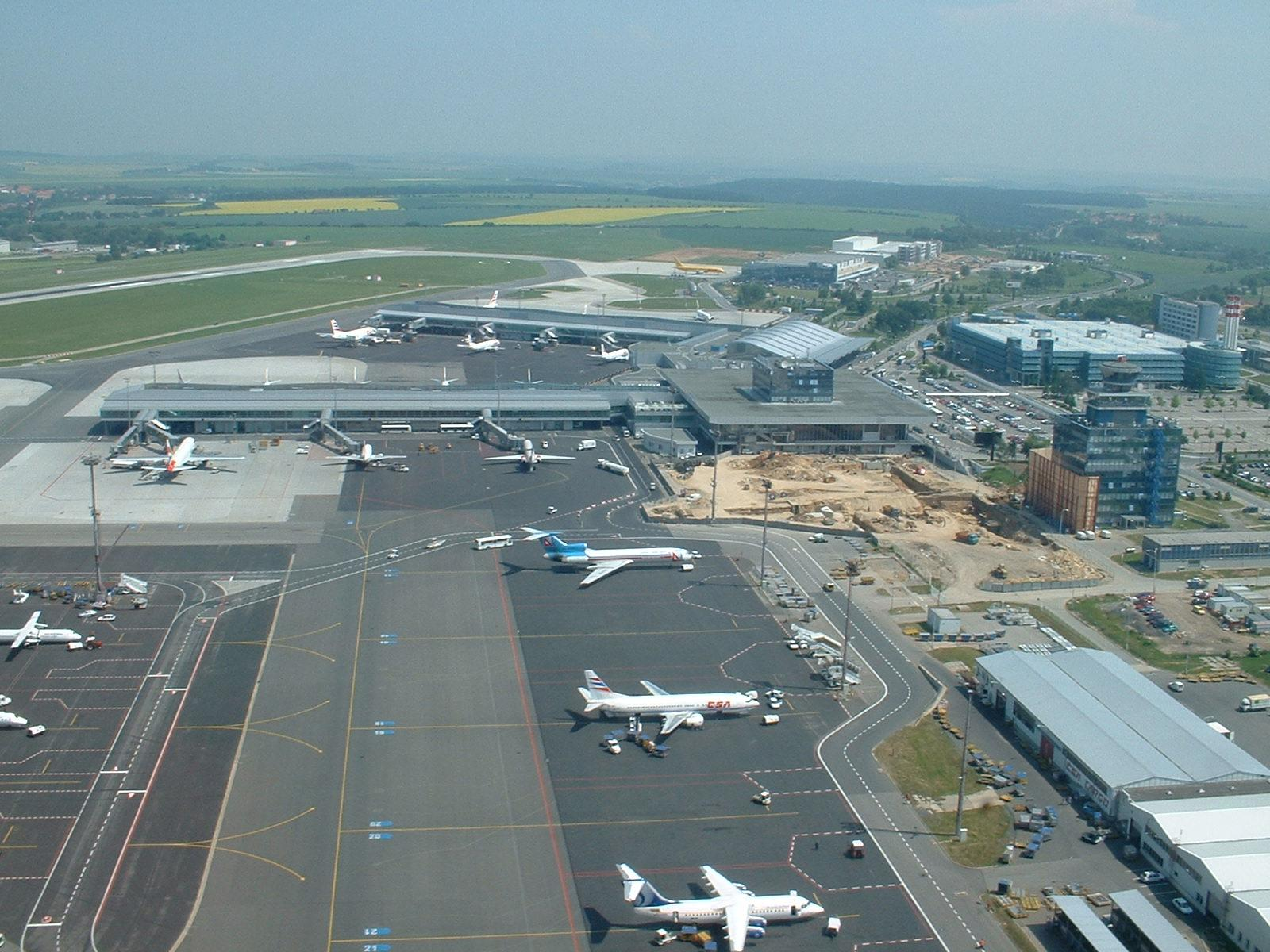
صحن فرودگاه فرودگاه پراگ رازیون در شهر پراگ پایتخت جمهوری چک

صحن فرودگاه به محلی از فرودگاه گفته می‌شود که در آن یک هواگرد پارک شده یا بارگیری یا تخلیه بار شده یا مسافران سوار می‌شوند یا سوخت‌گیری انجام می‌شود. استفاده از صحن فرودگاه نیازمند استفاده از مقررات خاصی است. مثلا خودروها باید در بالای خود چراغ داشته باشند زیرا به نسبت باند فرودگاه یا خزشراه بیشتر در معرض برخورد با دیگر ماشین‌آلات هستند. باید توجه کرد که معمولاً مردم عادی اجازه ورود به صحن فرودگاهی را ندارند و ورود به آن نیازمند مجوز دسترسی است.
کنترل صحن ممکن است توسط "خدمات مدیریت صحن" (به انگلیسی: Apron Management Service) (کنترل‌کننده اصلی یا فقط مشاور) انجام شود تا بین کاربران هماهنگی ایجاد شود. صحن فرودگاه تحت نظارت سازمان بین‌المللی هوانوردی غیرنظامی (ایکائو) است و یک ناحیه مانوری نیست. به حرکت تمام خودروها، هواگردها و مردم در صحن فرودگاه "ترافیک صحن" (به انگلیسی: Apron Traffic) گفته می‌شود.

## دیگر اصطلاحات مورد استفاده

### خط پرواز
نیروهای مسلح ایالات متحده آمریکا برای صحن فرودگاه از واژه "خط پرواز" استفاده می‌کند.

### تارمک
چون در بسیاری از نقاط جهان، کف صحن با بتن یا تارمک (به انگلیسی: Tarmac) پوشیده شده بسیاری از مردم عادی و رسانه خبری به صحن فرودگاه "تارمک" می‌گویند. در نخستین هواپیماربایی در منطقه خاورمیانه، گزارشگر بریتانیایی دائما از این واژه استفاده می‌کرد. این مسئله باعث شد که استفاده از تارمک در جهان عمومیت یابد. 

### رمپ
در ایالات متحده آمریکا استفاده از واژه "رَمپ" (به انگلیسی: Ramp) قدیمی‌تر از کاربرد آن برای عملیات پیش از برخاست هواگرد است. "صحن" (به انگلیسی: Apron) محلی برای پارک و تعمیر و نگهداری هواپیما بود. دروازه (فرودگاه) مهم‌ترین بخش از رمپ یک ترمینال است. واژه "صحن" توسط سازمان بین‌المللی هوانوردی غیرنظامی (ایکائو) و اداره هوانوردی فدرال معرفی شده‌ است و واژه "رمپ" چنین نیست. بنابراین استفاده از این واژه در خارج از آمریکا، کانادا، مالدیو و فیلیپین رایج نیست.